# Frank Brian Mercer
Frank Brian Mercer OBE (* 22. Dezember 1927 in Blackburn; † 22. November 1998) war ein britischer Chemieingenieur, Unternehmensgründer und Erfinder.
Mercer stammte aus einer Familie von Textilfabrikanten in Blackburn und war Chemiker. 
Er erfand in den 1950er Jahren ein Verfahren, Kunststoff-Netze herzustellen (Netlon Process), wofür er den Queen´s Award for Technological Achievement erhielt. 1959 gründete er zur Vermarktung die Firma Netlon Ltd. Ende der 1970er und Anfang der 1980er Jahre erfand er Geogitter und gründete 1983 (mit Gulf Canada) zur Verwertung die Firma Tensar mit Sitz in Atlanta (Georgia). Diese Geokunststoffe werden zur Bodenverbesserung und zum Beispiel der Verstärkung von Fahrbahnen eingesetzt (Forschung in Nottingham in Zusammenarbeit mit Stephen F. Brown).
1981 wurde er OBE und 1984 Fellow der Royal Society. 1973 wurde er Fellow des Textile Institute und 1978 Fellow des Institute of Materials. 1978 erhielt er den Prince Philip Award.
Er stiftete bei der Royal Society den Brian Mercer Award for Feasibility um es Wissenschaftlern zu ermöglichen, der kommerziellen und industriellen Verwertung ihrer Forschungsarbeit nachzugehen.
Er wurde von Salvador Dalí porträtiert.